# روبي روبرتسون
روبي روبرتسون (بالإنجليزية: Robbie Robertson)‏ هو عازف قيثارة وكاتب سيناريو ومغني ومنتج أسطوانات وموسيقي ومغن ومؤلف ومؤلف موسيقى تصويرية وممثل كندي، ولد في 5 يوليو 1943 بتورونتو في كندا. بدأ مشواره المهني سنة 1960، ومن الجوائز التي نالها جائزة جاك ريتشاردسون لمنتج السنة ‏ سنة 1989 وجائزة جاك ريتشاردسون لمنتج السنة ‏ سنة 1995 وجائزة جونو لأفضل ألبوم في السنة لموسيقى السكان الأصليين ‏ سنة 1999 وجائزة جونو لألبوم السنة ‏ سنة 1989.

## أعمال

### أفلام
- (1982) ملك الكوميديا
- (1986) لون المال
- (2010) جزيرة شاتر[17][18]
- (2019) الأيرلندي

### مسلسلات
- العرض المتأخر مع ديفيد ليترمان

## جوائز وترشيحات
جوائز
- جائزة جاك ريتشاردسون لمنتج السنة [الإنجليزية]‏ (1989)
- جائزة جاك ريتشاردسون لمنتج السنة [الإنجليزية]‏ (1995)
- جائزة جونو لأفضل ألبوم في السنة لموسيقى السكان الأصليين [الإنجليزية]‏ (1999)
- جائزة جونو لألبوم السنة [الإنجليزية]‏ (1989)

ترشيحات
- جائزة جرامي لأفضل أداء صوتي روك سولو [الإنجليزية]‏ (1991)
- جائزة جونو لأفضل ترفيهي في السنة [الإنجليزية]‏ (1989)
- جائزة الإيمي برايم تايم للموسيقى والكلمات الأصيلة المبهرة [الإنجليزية]‏ (1995)
- جائزة البافتا لأفضل موسيقي أفلام، عن عمل: عصابات نيويورك (2003)
- جائزة ساتالايت لأفضل أغنية أصيلة [الإنجليزية]‏ (2005)
- جائزة جرامي لأفضل أداء روك صوتي رجالي [الإنجليزية]‏ (1988)

## وصلات خارجية
- روبي روبرتسون على موقع IMDb (الإنجليزية)
- روبي روبرتسون على موقع الموسوعة البريطانية (الإنجليزية)
- روبي روبرتسون على موقع ألو سيني (الفرنسية)
- روبي روبرتسون على موقع ميوزك برينز (الإنجليزية)
- روبي روبرتسون على موقع رولينغ ستون (الإنجليزية)
- روبي روبرتسون على موقع أول موفي (الإنجليزية)
- روبي روبرتسون على موقع قاعدة بيانات برودواي على الإنترنت (الإنجليزية)
- روبي روبرتسون على موقع قاعدة بيانات الأفلام السويدية (السويدية)
- روبي روبرتسون على موقع إن إن دي بي (الإنجليزية)
- روبي روبرتسون على موقع أول ميوزيك (الإنجليزية)